# Bronisławakapelle (Krakau)
Die Bronisławakapelle (polnisch Kaplica bł. Bronisławy) in Krakau ist eine katholische Kapelle im Stil der Neugotik an der al. Waszyngtona 1 im Stadtteil Tiergarten am Kościuszko-Hügel auf der linken Weichselseite.

## Geschichte

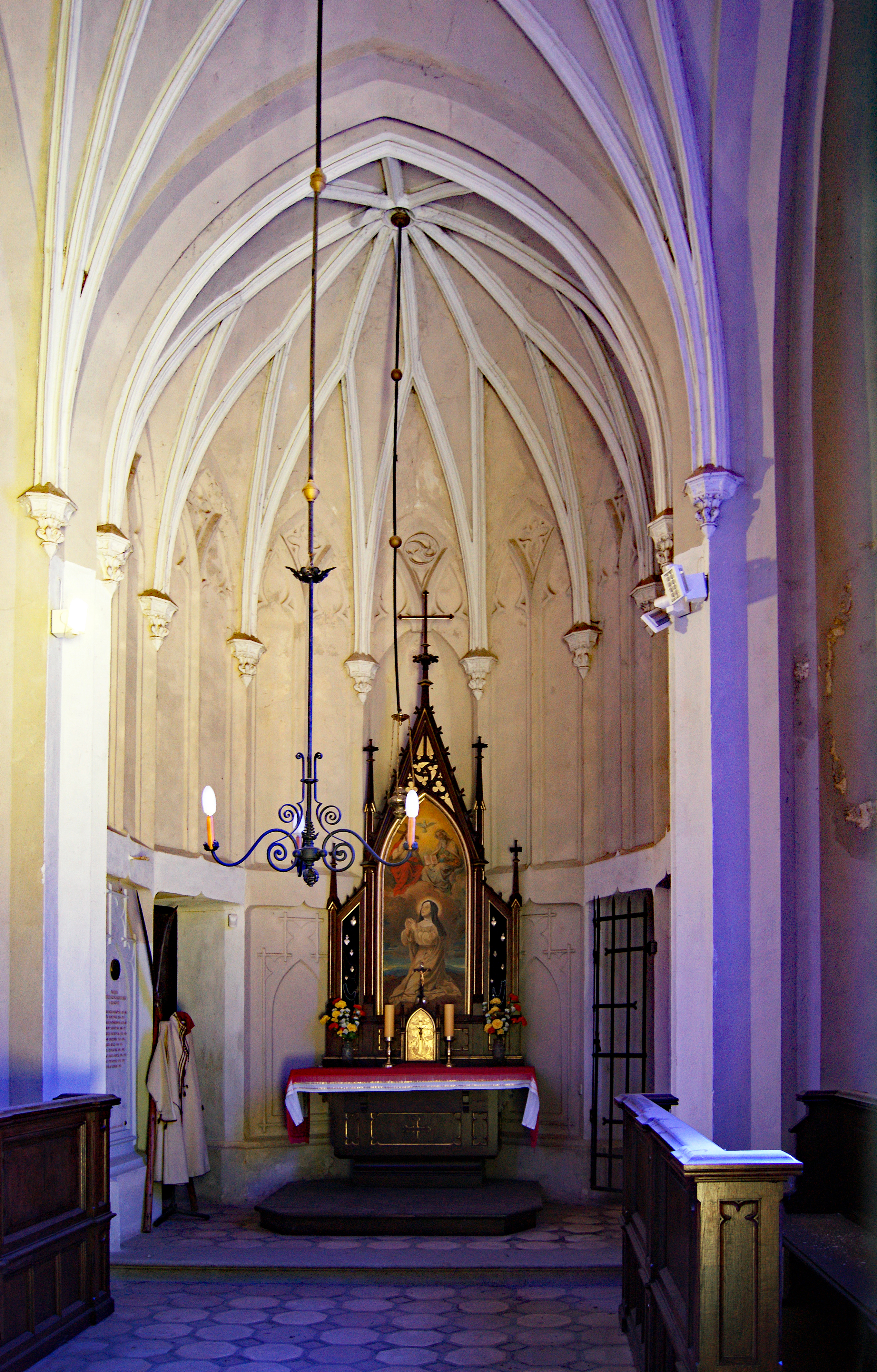
Innenraum

Die selige Bronisława hat im 13. Jahrhundert dem Sikornik eine Einsiedelei gegründet. Die Kapelle wurde 1702 anstelle der Einsiedelei im Barockstil errichtet. In den Jahren von 1758 bis 1759 wurde diese ausgebaut und Andrzej Radwański schuf die Gemälde aus dem Leben der Seligen für die Kapelle. Anfang des 19. Jahrhunderts wurde in der Nähe der Kapelle der Kościuszko-Hügel aufgeschüttet. Als die Habsburger um den Kościuszko-Hügel das Fort 2 Kościuszko der Festung Krakau errichteten, rissen sie die barocke Kapelle 1854 ab. Die neue neugotische Kapelle wurde 1856 als Teil des Forts von Feliks Księżarski gebaut. Das neue Altarbild wurde 1860 geschaffen und die Kapelle 1861 neu eingeweiht.